# Moteur M 113 Mercedes-Benz
Les moteurs Mercedes-Benz M113 (et M155) sont une famille de moteurs V8 essence à combustion interne et à allumage commandé utilisée dans les années 2000. Le V8 M113 est basé sur le V6 M112 similaire introduit en 1998, puis supprimé progressivement de la gamme en 2007 pour le moteur M156 AMG et le moteur M273.
Les moteur Mercedes-Benz M113 ont été construits à Untertürkheim, en Allemagne, tandis que les versions AMG ont été assemblées à l'usine AMG d'Affalterbach, en Allemagne. Tout comme les M112 dont ils sont dérivés, les M113 ont des blocs moteurs en aluminium / silicium (Alusil) et des culasses SOHC en aluminium avec deux bougies d'allumage par cylindre. Les culasses ont 3 soupapes par cylindre (deux d'admission, une d'échappement). Les autres caractéristiques comprennent l'injection séquentielle de carburant, des bielles en acier forgé, un arbre à cames en fonte monobloc et un collecteur d'admission en magnésium.

## M113 43
La version 43 du M113 est un V8 4,3L (4 266 cc). L'alésage et la course sont de 89,9 mm x 84 mm. Sa puissance est de 275 ch à 5 750 tr/min avec 400 Nm de couple à 3 000 tr/min. La puissance de la version utilisée dans le C43 AMG est portée à 302 ch à 5 850 tr/min et le couple à 410 Nm à 3 250 tr/min.
Applications:
- 1997-2000 C 43 AMG
- 1997-2002 E 430
- 1998-2003 CLK 430
- 1999-2001 ML 430
- 1999-2006 S 430

## M113 50
La version 50 du M113 est un V8 5.0 L (4 966 cc) avec un alésage et une course de 97 mm x 84 mm. Sa puissance est de 302 ch à 5 600 tr/min avec 460 Nm de couple entre 2 700 et 4 250 tr/min. Les G 500 et ML 500 utilisent tous deux une version du moteur M113 5 litres de 292 ch et de 288 ch respectivement. La technologie de désactivation de cylindres Active Cylinder Control est en option.
Applications:
- 1998-2008 G 500
- 1999-2006 S 500
- 1999-2006 SL 500
- 2000-2006 CL 500
- 2001-2008 ML 500
- 2002-2006 CLK 500
- 2002-2006 E 500
- 2004-2006 CLS 500
- 2006-2007 R 500
- 2008-2017 SsangYong Chairman W

## M113 55
La version 55 du M113 est un V8 5,4L (5 439 cc) développée par Mercedes-AMG, avec le même alésage de 97 mm que le M113 50, mais avec une course plus longue, à 92 mm. Ces voitures ont été les premières à porter le nom 55 AMG. La puissance de cette version est de 342 ch à 5 500 tr/min avec 510 à 530 Nm de couple à 2 800 – 5 400 tr/min,.
Applications:
- 1997-2000 C 55 AMG
- 1998-2001 SL 55 AMG
- 1998-2002 E 55 AMG
- 2000-2002 S 55 AMG
- 2000-2003 ML 55 AMG
- 2000-2003 CLK 55 AMG
- 2002-2006 CLK 55 AMG
- 2001-2002 CL 55 AMG
- 1999-2003 G 55 AMG
- 2004-2010 SLK 55 AMG
- 2006-2008 SLK 55 AMG Black Series
- 2004-2007 C 55 AMG

## M113K - Compresseur
Le M113 Kompressor est une version suralimentée et à double Intercooler du M113 5,4L. Il est communément appelé "M113K" - où "K" signifie Kompressor (compresseur). Sa puissance varie selon l'année et le modèle, à partir de 469 ch à 6 100 tr/min pour les E 55 AMG à 574 ch pour la CLK DTM AMG, avec 700 à 800 Nm de couple à 2 750 – 4 000 tr/min.
De nombreux passionnés de Mercedes-AMG considèrent le M113K comme le dernier des grands moteurs Kompressor utilisés par la marque à l'exclusion de la Mercedes SLR McLaren. Mercedes-AMG a remplacé ce modèle par son nouveau V8 atmosphérique de 6,2 L, faisant la transition du 55 AMG au 63 AMG. Bien que le nouveau moteur 6,2 L M156 AMG produise une plus grande puissance, de nombreux passionnés ont été déçus par le manque de couple présent dans cette nouvelle conception non compressée. Le moteur M113K a également été félicité pour sa fiabilité.
Applications:
- 2003-2006 CL 55 AMG
- 2002-2006 S 55 AMG
- 2002-2008 SL 55 AMG
- 2003-2006 E 55 AMG
- 2004-2006 CLK DTM AMG
- 2004-2011 G 55 AMG [4]
- 2004-2006 CLS 55 AMG
- 2005 Fisker Tramonto V8
- 2005 Laraki Fulgura V8

## M155

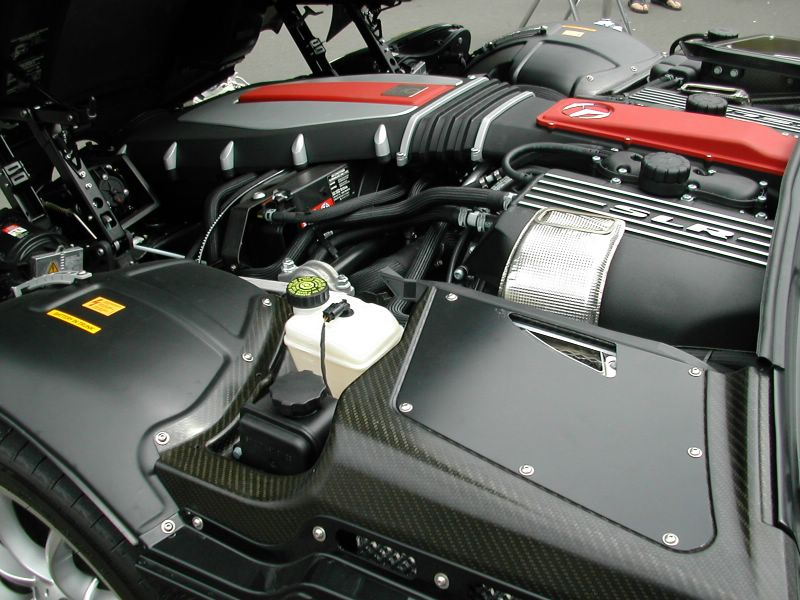
Moteur M155 dans une Mercedes-Benz SLR McLaren

Le M155 est une version compressée du M113 55 conçue spécifiquement pour la Mercedes-Benz SLR McLaren. Sa puissance est de 626 ch à 6 500 tr/min avec 780 Nm de couple à 3 250 tr/min. Une version plus puissante de 650 ch à 6 500 tr/min et de 820 Nm de couple à 4 000 tr/min est présentée dans l'édition 722.
Applications:
- 2004 Mercedes-Benz SLR McLaren
- 2006 Mercedes-Benz SLR McLaren Édition 722